# 요르다네스

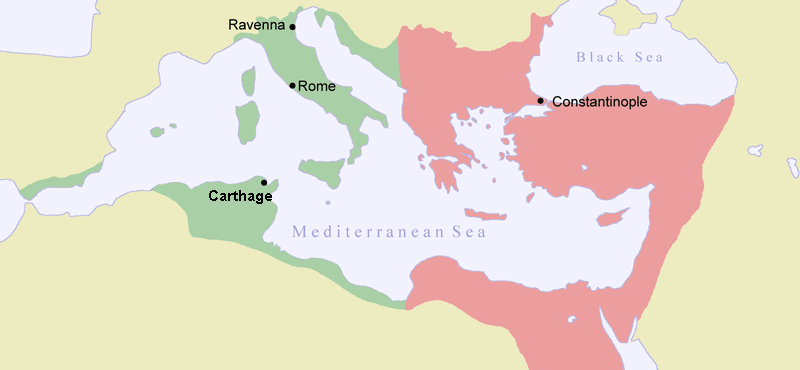
요르다네스가 게티카를 썼던 서기 550년의 지중해 지역. 콘스탄티노플을 수도로 한 동로마 제국은 분홍색으로 나타나있으며 유스티니아누스 1세의 정복지는 녹색으로 나타난다.

요르다네스 (Jordanes) 또는 요르다니스(Jordanis), 요르난데스(Jornandes),는 6세기 고트인 출신의 동로마 제국 관료로, 이후 역사가로 더 잘 알려졌다. 요르다네스는 로마의 역사에 대해 쓴 《로마나》를 지필했으며, 그럼에도 가장 유명한 저서는 대략 551년에 콘스탄티노플에서 쓴 《게티카》이다. 세비야의 이시도르가 쓴 《Historia Gothorum》과 함께, 게티카는 고트족의 초기 역사를 다루는 현존하는 고대 사료 둘 중의 하나다.
요르다네스는 친구에게 당시에는 존재했지만 그 이래로 소실된, 정치가 카시오도루스가 지필한 방대한 양의 고트족 역사서에 대한 요약서를 써달라는 요청을 받았다. 요르다네스는 역사에 대해 알려진 그의 관심과 그의 고트족이라는 배경 때문에 지필이 선택되었다. 그는 오늘날 루마니아 남동부와 불가리아 북동부에 해당하는, 소스키티아 지역 로마 국경에 있는 작은 위성국에서 고위 노타리우스, 혹은 비서관이었다.
프로코피우스 같은 다른 작가들은 고트족의 후기 역사에 대해서 썼다. 게티카는 비판적 시선의 대상이기도 하였다. 요르다네스는 고전적인 키케로 시대의 라틴어보다는 후기 라틴어로 지필했다. 그의 저서 도입부에 따르면, 그는 카시오도루스가 쓴 내용들을 단 3일만을 검토했고, 이것은 그가 자신이 지닌 지식에 의존했음이 틀림없다는 것을 의미한다.

## 생애
요르다네스는 거의 지나가는 말로 자신에 대해 글을 남겼다:
스키리족, 그리고 거기에, 사다가리이족, 알라니족의 몇몇에 대한 지도자 칸다크 (Candac)는 그 이름을 들어 소스키티아 하 모이시아를 받았다. 나의 아버지 알란노비이아무트 (Alanoviiamuth)의 아버지 (곧 즉, 요르다네스의 할아버지) 파리아 (Paria)는 그가 살아있는 동안에 이 칸다크의 비서관이었다. 그의 자매의 아들이자, 바자 (Baza)라고도 불리며, 아말리족의 후손인 안델레아 (Andela)의 아들인 안다그 (Andag)의 아들인, 군무관 군티기스 (Gunthigis)에게, 나, 요르다네스, 비록 개종하기 이전에는 무식한 자였지만, 역시도 비서관이었다.

파리아는 요르다네스의 부계쪽 조부이다. 요르다네스는 조부가 알려지지 않은 알란족의 지도자 (dux Alanorum) 칸다크 (Candac)의 비서관이라고 기록했다.
요르다네스는 칸다크의 조카이자 동고트족을 이끄는 아말리족의 마기스테르 밀리툼이었던 군티기스 바자 (Gunthigis Baza)의 노타리우스, 혹은 비서관이었다.
이 기록은 “나의 개종 이전” (ante conversionem meam)의 일이었고, 이 개종의 본질과 상세한 내용은 명확하지 않은 상태로 남아있다. 고트족들은 고트족을 개종시킨 일로 주교가 된, 고트족 출신인 울필라스의 도움으로 개종되었다. 그러나 고트족들은 아리우스파를 받아들였다. 요르다네스의 개종은 삼위일체 교리의 니케아 신경으로 개종일 것이며, 이는 게티카의 특정 문구로 반아리우스파인 것으로 표현되었던 것일 수 있다. 비길리우스에게 보내는 편지에서, 그는 그(비길리우스)의 질문으로 인해 (vestris interrogationibus), 자신이 깨달음을 얻었다고 언급한다.
앞의 가설이 그렇지 않을 경우, 요르다네스의 개종은 그가 수도사 혹은 성직자 같은 종교인이 되었다는 걸 의미할 수 있다. 일부 필사본들은 요르다네스가 주교, 심지어는 라벤나 주교라고도 말하지만, 그의 요르다네스라는 이름은 라벤나 주교 목록에 존재하지 않는다.

## 저서

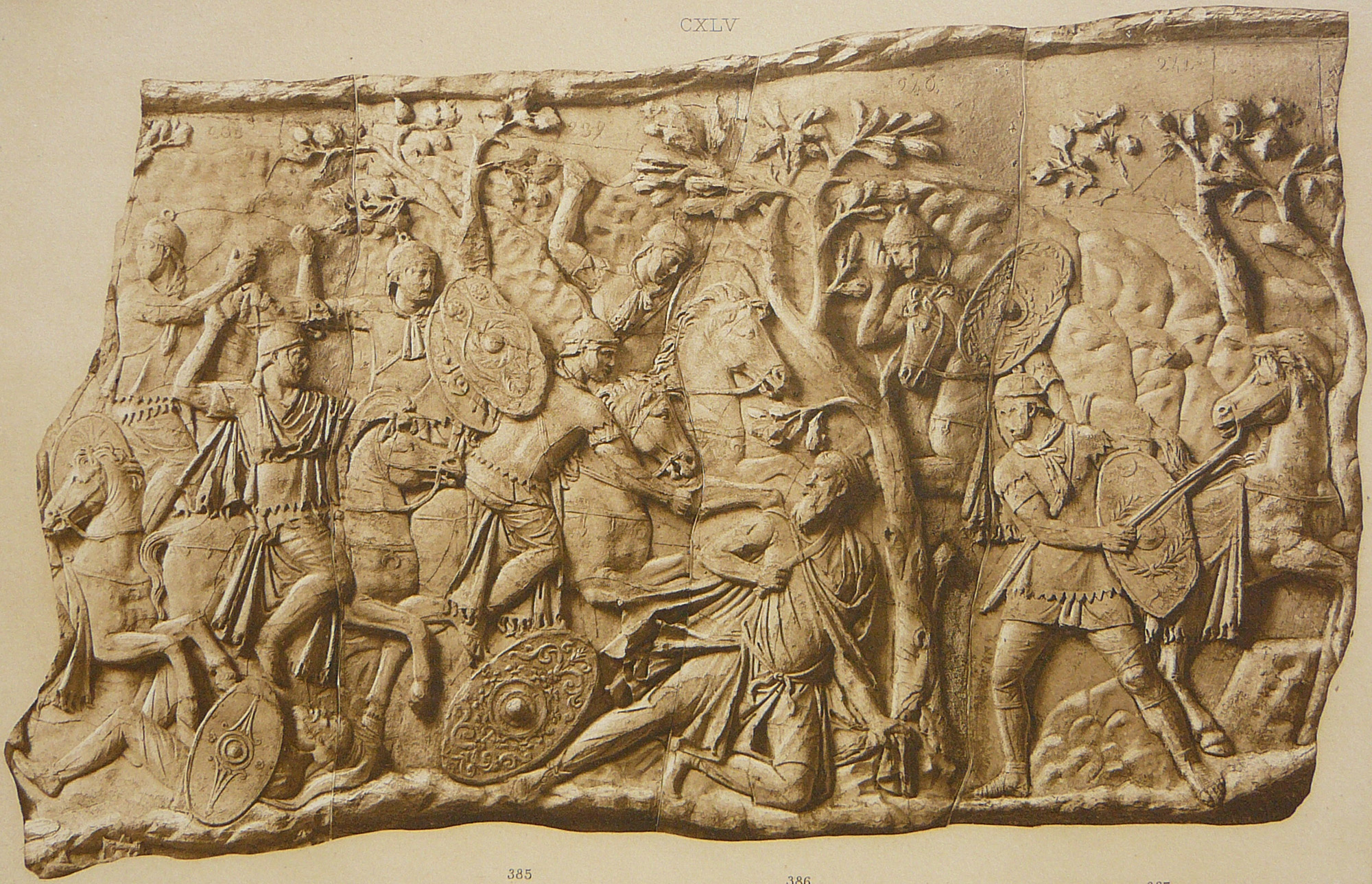
요르다네스는 다키아와 게타이인들의 행위(트라야누스 원주에서 모습)를 고트족들이 한 것으로 잘못보았다

요르다네스는 비길리우스라는 인물의 간청으로 로마나를 저술했다. 몇몇 학자들이 이 인물을 교황 비질리오와 동일시 여기기도 했지만, 이름 외에 이것을 뒷받침할 만한 것이 없었다. 요르다네스가 사용한 문체와 비길리우스가 "신에게 의존하라"라는 충고는 이러한 동일시를 배제하는 것으로 보인다.
요르다네스는 게티카의 서문에서, 요르다네스가 카시오도루스가 쓴 12권의 역사서들을 가지고 있다는 걸 명백히 알았던, 형제 카스탈리우스의 간청으로, 자신의 저서 로마나 작업이 방해되고 있다고 기록했다. 카스탈리우스는 고트족 역사에 대한 단편 서적을 원했고, 요르다네스는 아마 그가 접할 수 있는 다른 사료들과 보충되어, 기억을 바탕으로 발췌를 만들어주었다. 게티카는 북방 지역, 특히 스칸드자의 지리/민족지학으로 시작한다 (16–24). 그는 고트족 역사를 먼 과거에, 베리크가 세 척의 배와 같이 스칸드자에서 고티스칸드자로 이주한 것을 시작으로 하였다. 요르다네스의 기록에서, 헤로도토스의 게타이족의 반신 잘목시스는 고트족의 왕이 되었다 (39). 요르다네스는 "트로이 및 일리움"이 아가멤논과 전쟁에서 회복하자마자, 고트족들이 이 도시를 어떻게 약탈했는지에 대해 말한다 (108). 고트족들이 또한 이집트의 파라오 베소시스와 맞닥뜨렸다고 한다 (47). 요르다네스의 저서의 덜 가공적인 부분은 고트족들이 서기 3세기에 로마군과 접촉할 때 시작한다. 책의 내용은 비잔티움 장군 벨리사리우스이 고트족을 패배시킨 것으로 결론짓는다. 요르다네스는 2030년간에 걸친 역사 끝에 고트족을 상대로 승리를 거둔 이들을 기념하여 이 책을 썼다고 언급하며 책을 마무리짓는다.

## 논란
몇몇 루마니아와 아르메니아 역사가들은 게타이들이 고트족이라고 고려한, 요르다네스의 오류에 대해 글을 남겼다. 이 설명에 따르면, 다키아인들과 게타이에 대한 많은 역사 자료들이 고트족의 것으로 잘못 여겨졌다.
아른 쇠비 크리스텐센과 M. 쿨리코스키는 게티카에서 많은 상상적인 사실들이 뒤섞인 게타이족과 다키아족의 역사를 나타냈다고 주장한다.

## 참고 서적
- 찰스 크리스토퍼 미로, The Gothic History of Jordanes: In English with an Introduction and a Commentary, 1915. Reprinted 2006. Evolution Publishing, ISBN 978-1-889758-77-0.  보관됨 2015-06-07 - 웨이백 머신
- 마이클 쿨리코스키, Rome's Gothic Wars, p. 130.
- 아른 쇠비 크리스텐센, Cassiodorus, Jordanes, and the History of the Goths. Studies in a Migration Myth, 2002, ISBN 978-87-7289-710-3
- 카이 브로데르젠, Könige im Karpatenbogen: Zur historischen Bedeutung von Jordanes' Herrscherliste. In: Zeitschrift für Siebenbürgische Landeskunde 36 (2013) pp. 129–146 (ISSN 0344-3418)